# Koumbia (Mali)
Koumbia is een gemeente (commune) in de cercle Yorosso van de regio Sikasso in Mali. De gemeente telt 25.400 inwoners (2009).
De gemeente bestaat uit de volgende plaatsen:
- Bagadina
- Barena
- Dhé
- Dorosso
- Koumbia
- Marena
- Nianso
- Ouysso
- Sindé
- Tébéré
- Vanekuy
- Wkongo